# DayZ
DayZ, originalmente DayZ Standalone, é um jogo eletrônico multijogador em mundo aberto desenvolvido pelo estúdio checo Bohemia Interactive Studio. DayZ Standalone é uma adaptação e sucessor do DayZ mod de 2012 que foi originalmente criado para o jogo ARMA 2, também desenvolvido pela Bohemia Interactive.
O jogo DayZ tem como objetivo principal a sobrevivência em um contexto de infecção global, onde aqueles infectados pelo vírus se tornam extremamente agressivos. Diferentemente dos zumbis tradicionais, os infectados em DayZ são seres vivos e podem ser mortos por tiros em qualquer parte do corpo. Neste cenário desafiador, os jogadores precisam lutar pela sua própria sobrevivência, competindo também com outros jogadores por recursos escassos, como água, comida, armas e medicamentos.
O desenvolvimento do jogo começou em 2012, quando o criador do mod, Dean "Rocket" Hall, ingressou na Bohemia Interactive para criar uma versão independente do mod original. Ao longo dos anos, o foco do desenvolvimento foi aprimorar os motores gráficos, implementando mecânicas que atendessem às necessidades do jogo, como um modelo funcional de cliente-servidor, novas mecânicas de doenças, sistema de inventário, economia central, controle de personagens e animações. O jogo foi lançado em 16 de dezembro de 2013, na fase alpha, por meio do acesso antecipado do Steam para Microsoft Windows, alcançando 3 milhões de cópias vendidas em 24 de setembro de 2017. Na Gamescom de 2014, foi anunciado que DayZ também seria lançado para Playstation 4, e na E3 de 2015, foi revelado que o jogo estaria disponível para Xbox One.

## Jogabilidade
O jogador nasce em um ponto aleatório no mapa de Chernarus, (região pós-soviética fictícia) ou Livônia (DLC lancada em 3 de dezembro de 2019) nas quis o jogo se passa, e deve então sobreviver a epidemia com o uso de diversos itens essenciais, como comida, água, ligaduras, armas brancas e armas de fogo. Tais itens estão espalhados pelo terreno, em casas e outras construções, como bases militares e hospitais.
O jogador poderá engajar ambos Infectados e outros jogadores para sobreviver. Um aspecto importante do jogo são as interações entre jogadores, que podem ser hostis, marcadas por trocas de tiro, ou amigáveis, marcadas por cooperação e troca de itens.
Um dos focos no jogo é em se manter alimentado, hidratado, seco, e saudável. Comida é disponível em mercados e casas, além de animais selvagens. Água pode ser adquirida em casas, mercados, fontes de água, rios, lagos, e no mar. Comida apodrecida ou crua pode adoecer o jogador. Ferimentos por tiro, armas brancas, ataques zumbi, ou quedas podem causar a perda de sangue, que pode ser recuperado consumindo comida ou pelo uso de equipamento médico e transfusão de sangue. Os níveis de hidratação, alimentação, e outros "status" podem ser acessados pelo inventário do jogador.
Equipamento militar como rifles de alta potência, metralhadoras, miras telescópicas, capacetes e vestimentas militares, e munição podem ser encontradas em bases e acampamentos militares, assim como aeroportos.
O jogo é geralmente considerado de passo-lento, com longos períodos de relativamente baixa atividade em que o jogador se move de cidade para cidade, ou espera em uma posição alta para observação ou engajamentos a longa distância com o uso de rifles de alta potência, geralmente com miras telescópicas.

## Recepção
A versão de acesso antecipado do jogo vendeu 172 mil cópias no primeiro dia, e acumulando 5,17 milhões de dólares. O jogo foi criticado por continuar na fase alpha de desenvolvimento, com diversos bugs e glitches, por tanto tempo. Infelizmente, as previsões dadas pela produtora não foram cumpridas a respeito de prazos e para se ter uma ideia, em todo ano de 2017 ele teve apenas duas atualizações.